# Coelotes guttatus
Coelotes guttatus là một loài nhện trong họ Amaurobiidae.
Loài này thuộc chi Coelotes. Coelotes guttatus được miêu tả năm 1990 bởi Jia-Fu Wang et al..